# Эльбрус-Авиа
ФГУП Эльбрус-Авиа — бывшее авиапредприятие, базировавшееся в аэропорту «Нальчик», Кабардино-Балкарская республика. Предприятие, являясь национальным перевозчиком Кабардино-Балкарии, осуществляло коммерческие пассажирские и грузовые авиаперевозки по внутренним и международным линиям, авиационно-технические работы и выполняло функции оператора аэропорта «Нальчик».

## История
Предприятие было создано 20 апреля 1994 года на базе Нальчикского объединенного авиаотряда, являясь его правопреемником.
«Эльбрус-Авиа» находилось в списке стратегических предприятий России, из которого оно в 2007 году было исключено, после чего у предприятия начались проблемы.
Затем, в 2008 году в отношение гендиректора ФГУП было возбуждено уголовное дело по подозрению в продаже девяти вертолетов по заниженной цене.
15 января 2009 года было приостановлено действие сертификата на эксплуатацию воздушных судов, предприятие прекратило деятельность авиаперевозчика. 15 апреля 2009 года сертификат эксплуатанта был аннулирован.
В мае 2009 года в отношении предприятия было возбуждено дело о несостоятельности и введена процедура наблюдения, а в декабре 2009 года «Эльбрус-Авиа» было признано банкротом.
Аэродромный комплекс (ВПП, рулежные дорожки, перрон, места стоянок воздушных судов) был изъят из хозяйственного управления авиапредприятия в казну Российской Федерации, откуда был безвозмездно передан в собственность Кабардино-Балкарской республики. С 8 мая 2013 года функцию оператора аэропорта «Нальчик» стало выполнять ООО «Аэрокомплекс», выкупившее аэропортовый комплекс (здания и сооружения аэровокзала) на торгах в период конкурсного производства ФГУП «Эльбрус-Авиа» и арендующее у республики аэродромный комплекс.

## Флот

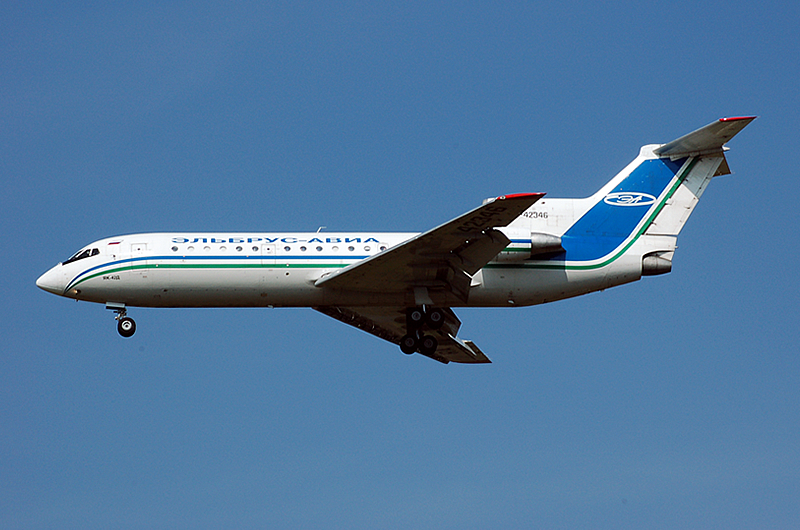
Як-42 Эльбрус-Авиа на посадке в лондонском аэропорту Станстед

«Эльбрус-Авиа» в разное время располагало следующим воздушным флотом:
- самолеты Як-42[10], Як-40, Ан-12
- вертолеты Ми-8, Ми-2[4]

## Направления полётов
«Эльбрус-Авиа» выполняло регулярные рейсы по маршруту Нальчик — Москва, рейсы в Стамбул, Анталью, Шарджу, Алеппо и иные чартерные рейсы.